# Сіксіка 146
Сіксіка 146 (англ. Siksika 146) — індіанська резервація в Канаді, у провінції Альберта, у межах муніципального району Вулкан.

## Населення
За даними перепису 2016 року, індіанська резервація нараховувала 3479 осіб, показавши зростання на 17,1%, порівняно з 2011-м роком. Середня густина населення становила 5 осіб/км².
З офіційних мов обидвома одночасно володіли 10 жителів, тільки англійською — 3 465. Усього 730 осіб вважали рідною мовою не одну з офіційних, з них усі — одну з корінних мов.
Працездатне населення становило 47,4% усього населення, рівень безробіття — 21,9%.
Середній дохід на особу становив $22 280 (медіана $15 856), при цьому для чоловіків — $19 566, а для жінок $24 816 (медіани — $13 184 та $18 699 відповідно).
23% мешканців мали закінчену шкільну освіту, не мали закінченої шкільної освіти — 41,2%, 35,7% мали післяшкільну освіту, з яких 13% мали диплом бакалавра, або вищий.
| Статево-вікова структура населення | Статево-вікова структура населення | Статево-вікова структура населення | Статево-вікова структура населення | Статево-вікова структура населення |
| ---------------------------------- | ---------------------------------- | ---------------------------------- | ---------------------------------- | ---------------------------------- |
|                                    |                                    |                                    |                                    |                                    |
| Всього                             | Всього                             | 48,6%51,4%                         |                                    |                                    |
| 0 — 14 років                       | 0 — 14 років                       |                                    | 31,3%                              | 31,3%                              |
| 15 — 64 років                      | 15 — 64 років                      |                                    | 61%                                | 61%                                |
| 65 і більше                        | 65 і більше                        |                                    | 7,7%                               | 7,7%                               |
| 85 і більше                        | 85 і більше                        |                                    | 0,3%                               | 0,3%                               |
| Середній вік (років)               | Середній вік (років)               | 30,430,3                           | 30,4                               | 30,4                               |
| Медіана (років)                    | Медіана (років)                    | 26,025,8                           | 25,9                               | 25,9                               |
| — чоловіки — жінки                 |                                    |                                    |                                    |                                    |

| Походження мешканців:     | Походження мешканців:     | Походження мешканців: | Походження мешканців: | Походження мешканців: |
| ------------------------- | ------------------------- | --------------------- | --------------------- | --------------------- |
| Походження                |                           |                       | осіб                  | %                     |
| Корінні американці        | Корінні американці        |                       | 3 440                 | 99.42%                |
| Інше північноамериканське | Інше північноамериканське |                       | 20                    | 0.58%                 |
| Європейське               | Європейське               |                       | 335                   | 9.68%                 |
| британське                | британське                |                       | 200                   | 5.78%                 |
| французьке                | французьке                |                       | 60                    | 1.73%                 |
| українське                | українське                |                       | 15                    | 0.43%                 |
| Латинськоамериканське     | Латинськоамериканське     |                       | 10                    | 0.29%                 |
| Карибське                 | Карибське                 |                       | 15                    | 0.43%                 |
| Африканське               | Африканське               |                       | 20                    | 0.58%                 |
| Азійське                  | Азійське                  |                       | 55                    | 1.59%                 |

## Клімат
Середня річна температура становить 4,4°C, середня максимальна – 23,5°C, а середня мінімальна – -17,6°C. Середня річна кількість опадів – 364 мм.
| Клімат поселення                              | Клімат поселення | Клімат поселення | Клімат поселення | Клімат поселення | Клімат поселення | Клімат поселення | Клімат поселення | Клімат поселення | Клімат поселення | Клімат поселення | Клімат поселення | Клімат поселення | Клімат поселення |
| Показник                                      | Січ.             | Лют.             | Бер.             | Квіт.            | Трав.            | Черв.            | Лип.             | Серп.            | Вер.             | Жовт.            | Лист.            | Груд.            |                  |
| Середній максимум, °C                         | −3,85            | −0,28            | 4,95             | 12,14            | 17,84            | 22,05            | 23,50            | 23,08            | 17,63            | 11,88            | 3,06             | −2,71            |                  |
| Середня температура, °C                       | −10,73           | −7,15            | −1,93            | 5,27             | 10,95            | 15,17            | 17,64            | 17,24            | 11,78            | 6,02             | −2,81            | −8,57            |                  |
| Середній мінімум, °C                          | −17,6            | −14,03           | −8,81            | −1,63            | 4,08             | 8,30             | 11,78            | 11,37            | 5,92             | 0,17             | −8,66            | −14,43           |                  |
| Норма опадів, мм                              | 13               | 12               | 19               | 26               | 50               | 67               | 52               | 44               | 41               | 13               | 13               | 14               |                  |
| Середньомісячна швидкість вітру, м/с          | 4.05             | 3.77             | 4.20             | 4.30             | 4.20             | 3.90             | 3.50             | 3.40             | 3.75             | 4.15             | 4.27             | 4.05             |                  |
| Середньомісячна сонячна радіація, кДж/м²·день | 4204             | 7699             | 12823            | 17333            | 20875            | 22141            | 23275            | 19916            | 14016            | 8474             | 4549             | 3219             |                  |
| --------------------------------------------- | ---------------- | ---------------- | ---------------- | ---------------- | ---------------- | ---------------- | ---------------- | ---------------- | ---------------- | ---------------- | ---------------- | ---------------- | ---------------- |
| Джерело:                                      |                  |                  |                  |                  |                  |                  |                  |                  |                  |                  |                  |                  |                  |